# Tallulah (película)
Tallulah  es una película de comedia dramática estadounidense de 2016 escrita y dirigida por Sian Heder y protagonizada por Elliot Page, Allison Janney y Tammy Blanchard. La película gira en torno a una mujer joven que inesperadamente le quita un bebé a su madre irresponsable y finge que el niño es suyo. Sin un lugar donde quedarse, la mujer pide ayuda a la madre de su exnovio y le dice que el bebé es su nieta.
Tallulah tuvo su estreno mundial en el Festival de Cine de Sundance el 23 de enero de 2016 y se estrenó en Netflix el 29 de julio de 2016. La película fue elogiada por las actuaciones de Page, Janney y Blanchard. También marcó la tercera colaboración entre Page y Janney, habiendo trabajado juntos por última vez en Juno (2007) y Touchy Feely (2013).

## Argumento
Tallulah (Elliot Page), una adolescente sin hogar, y su novio Nico (Evan Jonigkeit), que viven en su furgoneta destartalada mientras viajan por Estados Unidos, sobreviven en las calles robando tarjetas de crédito.
Cuando Nico decide que es hora de volver a casa con su madre, Tallulah expresa su consternación y discute con Nico sobre cómo no cambiará su estilo de vida. Tallulah está devastada al descubrir, a la mañana siguiente, que Nico se ha ido sin despedirse.
Desesperada por volver a estar con él, Tallulah conduce hasta la ciudad de Nueva York, donde vive la madre de Nico, Margo (Allison Janney), y la encuentra en su apartamento. Después de informarle a Tallulah que no ha visto a Nico en dos años, Margo le dice a Tallulah que se vaya.
Sin otro lugar adonde ir, Tallulah roba a los huéspedes de un hotel cercano, solo para que una madre excéntrica y ebria, Carolyn (Tammy Blanchard), confunda a Tallulah con el personal de limpieza. Para confusión de Tallulah, Carolyn deja que su hijo deambule desnudo y juegue con objetos peligrosos y admite que no está interesada en ser madre. Carolyn deja a su pequeña Maddy al cuidado de Tallulah, mientras ella tiene una cita con un hombre que no es su esposo. Tallulah se une a la joven Maddy, la baña y juega antes de que Carolyn, devastada, regrese al hotel, angustiada porque el hombre no la quería.
Después de que Carolyn se desmaya borracha, Tallulah se prepara para irse, pero impulsivamente decide llevar a Maddy llorando de vuelta a su camioneta para pasar la noche hasta nuevo aviso. Cuando Tallulah regresa al hotel con Maddy, huye al ver a la policía, convocada por Carolyn presa del pánico, y va al apartamento de Margo. Después de que Tallulah afirma que el niño es de Nico y que ella es la nieta de Margo, "Maggie", Margo acepta a regañadientes que se queden una noche.
Sin que Tallulah lo sepa, Margo está luchando con sus propios problemas maritales después de que su exesposo Stephen (John Benjamin Hickey) la dejó por un hombre, Andreas (Zachary Quinto), y está presionando a Margo para finalizar su divorcio. Mientras Tallulah y Maddy se quedan con Margo, las tres se unen; Tallulah revela sus temores de entablar relaciones y Margo admite tener problemas para dejarlo ir. Sin embargo, Tallulah se da cuenta cada vez más de que las autoridades las están buscando a ella y a Maddy.
Mientras tanto, Carolyn angustiada es interrogada por un trabajador social que señala que, hasta ahora, Carolyn solo ha expresado preocupación por sí misma en lugar de por su hija desaparecida. Frustrada por el interrogatorio, Carolyn sale del hotel para distraerse y descubre que su marido ha cancelado todas sus tarjetas de crédito, para su furia.
Durante un almuerzo con Stephen y Andreas, Margo defiende a Tallulah cuando Stephen comienza a cuestionar agresivamente las relaciones de Tallulah con Nico y Maddy. Margo arremete contra Stephen por su matrimonio y el engaño involucrado, señalando que cuando todos sus amigos apoyaron a Stephen, Margo se quedó sola para reconciliar los cambios en su vida y la pérdida de la familia que amaba.
En su camino de regreso al departamento de Margo, Tallulah y Carolyn se ven cuando esta última pasa en un taxi. Justo antes de que Carolyn los alcance, Tallulah escapa por poco con Maddy y Margo en el metro.
Cuando Margo exige saber por qué corrió Tallulah, se produce una discusión y Tallulah sale corriendo con una Maddy febril a un muelle que Nico le había dicho una vez a Tallulah que era su lugar favorito. Nico llega, habiendo finalmente regresado con su madre en la ciudad de Nueva York.
Nico lleva a Maddy al hospital y diseña un plan para permitir que Tallulah escape. En el apartamento de Margo, Carolyn y la policía llegan después de una pista de Stephen y Andreas, quienes reconocieron a Lu por un artículo periodístico que informaba sobre el secuestro de Maddy.
Carolyn le admite a Margo que no quería ser madre y no siente instinto maternal, a pesar de amar a su hija; Margo la consuela. En una estación de metro, Tallulah llama a Margo para disculparse por involucrarla y la policía rastrea la llamada. Tallulah intenta subirse al metro para huir, pero en cambio regresa con Maddy y Nico en el hospital. La policía, Carolyn y Margo llegan al hospital, donde Tallulah, emocionada, acusa a Carolyn de no querer a Maddy.
Después de que Carolyn, entre lágrimas, le dice que sí quiere a su hijo, Tallulah le devuelve a Maddy a regañadientes y es arrestada por la policía. Cuando se llevan a Tallulah, Margo promete ayudarla en todo lo que pueda. Cuando el detective Richards (David Zayas) le pregunta en broma a Tallulah si tiene la costumbre de llevar a los niños bajo custodia protectora, Tallulah no dice nada y sonríe con tristeza.
Algún tiempo después, Margo deambula por Central Park antes de acostarse en el césped, recordando su conversación con Tallulah sobre dejarse llevar. Margo comienza a flotar felizmente, pero se da cuenta de las conexiones que ha hecho y elige quedarse.

## Reparto
- Elliot Page (acreditado como Ellen Page) como Tallulah
- Allison Janney como Margo Mooney
- Tammy Blanchard como Carolyn Ford
- Evan Jonigkeit como Nico Mooney
- David Zayas como el detective Richards
- John Benjamin Hickey como Stephen Mooney
- Zachary Quinto como Andreas
- Uzo Aduba como la detective Louisa Kinnie
- Fredric Lehne como Russell Ford
- Evangeline y Liliana Ellis como Madison "Maddy" Ford ("Maggie")
- Félix Solís como Manuel
- Maddie Corman como Vera

## Producción
Tallulah fue escrita y dirigida por Sian Heder como un derivado de su cortometraje de 2006 Mother, sobre una mujer sin hogar que se ve obligada a cuidar a un niño pequeño con una madre irresponsable en un hotel. Cuando se estrenó Mother en mayo de 2006, Heder había completado el guion de largometraje de Tallulah, basado en su percepción de las mujeres que «probablemente saben que no deberían tener hijos, pero lo hacen de todos modos».
La historia se inspiró en su experiencia de trabajar como niñera para los huéspedes de un hotel en Los Ángeles, cuando una vez se le pidió que cuidara a un niño cuya madre negligente había venido a un hotel de Beverly Hills para tener una aventura extramatrimonial. Ella dijo que, después del incidente, «salí del hotel, me subí a mi auto y lloré todo el camino a casa, y pensé, debería haberme llevado a ese niño».
En mayo de 2015, se anunció que Elliot Page y Allison Janney protagonizarían los papeles principales de la película, después de haber trabajado juntos anteriormente en Juno (2007) y Touchy Feely (2013). El rodaje comenzó en junio de 2015 en la ciudad de Nueva York, principalmente en el distrito de Manhattan. La película fue producida por Heather Rae, Russell Levine, Chris Columbus, Eleanor Columbus y Todd Traina, y financiada por Route One Entertainment y Ocean Blue Entertainment.
Michael Lloyd y Cutting Edge Group produjeron la banda sonora de canciones inspiradas en el guion de la película. Michael Brook compuso la banda sonora de la película.

## Lanzamiento
Tallulah tuvo su estreno mundial en el Festival de Cine de Sundance 2016 el 23 de enero de 2016. Antes del estreno de la película en el festival, Netflix adquirió los derechos de distribución de la película. La película se estrenó el 29 de julio de 2016.

## Recepción
Tallulah recibió críticas positivas de los críticos, quienes elogiaron las dos actuaciones principales. En Rotten Tomatoes, la película tiene una calificación del 84%, según 51 reseñas, con una calificación promedio de 6.8/10. El consenso crítico del sitio web dice: «La visión narrativa de Tallulah, los personajes cuidadosamente escritos y el elenco talentoso se suman a un drama familiar absorbente que trasciende los tropos de género y supera hábilmente sus coqueteos con el melodrama». En Metacritic, la película tiene una puntuación de 63 sobre 100, basada en 19 reseñas, lo que indica «críticas generalmente favorables».
Nigel M. Smith de The Guardian le dio a la película 4 de 5 estrellas, donde escribió que «Sí, la historia tiene los ingredientes de una película de Lifetime; los fundamentos son las excelentes actuaciones y la rica dirección y guión de Heder», y elogió las actuaciones de Page y de Janney. Geoff Berkshire de Variety también elogió a los dos protagonistas y afirmó que «el guión de Heder probablemente no complacerá a aquellos que prefieren sus dramas independientes naturalistas y sin eventos, pero la narración despreocupada representada aquí tiene un excelente ancla en el trabajo fundamentado del elenco en conjunto».